# Mr. & Mrs. Smith (Fernsehserie)
Mr. & Mrs. Smith ist eine komödiantische Geheimagentenserie von Francesca Sloane und Donald Glover. Die Erstveröffentlichung fand am 2. Februar 2024 bei Prime Video statt. Die Serie basiert auf dem gleichnamigen Film von Doug Liman aus dem Jahr 2005.

## Handlung
John und Jane sind zwei einsame Fremde, die ihr Leben und ihre Identität aufgegeben haben, um als Partner zusammengeführt zu werden – sowohl in der Spionage als auch in der Ehe.

## Produktion und Veröffentlichung
Zunächst sollte Phoebe Waller-Bridge die weibliche Hauptrolle übernehmen. Aufgrund kreativer Differenzen mit Donald Glover verließ sie das Projekt. Danach war eine Veröffentlichung im November 2023 angedacht, welche nochmals verschoben wurde.
Die Serie erschien schließlich am 2. Februar 2024 bei Prime Video.

## Rezeption
Bei Rotten Tomatoes hat die Serie unter Kritikern eine Zustimmungsrate von 89 Prozent. Sie verankere seine Spionage-Scherze in einem Beziehungsdrama, das von der Chemie zwischen seinen charmanten Hauptdarstellern angetrieben werde.
Jan Freitag stellte im Tagesspiegel fest, dass es sich um eine vielschichtige Geheimdienstpersiflage handele und die Serie sich dabei viel Zeit für die Zuneigung der Hauptcharaktere nehme. Im Redaktionsnetzwerk Deutschland schrieb er, dass es hinreißend sei, „wie die Professionalität mit jeder Minute mehr vom Knistern gegenseitiger Anziehungskraft übertönt wird.“ Clara Löffler bemerkte in Die Tageszeitung, dass die Serie mehr auf Gespräche als auf Action setzt. Dies könne auf Dauer nerven, allerdings zeige die Serie ein generisches Paar, welches als Projektionsfläche dienen könne. Ursula Schmied empfiehlt die Serie in der Glamour. Sie lobt die Hauptdarsteller und den Unterhaltungswert der Serie.
Die Serie war in der ersten Woche in über 130 Ländern die meistgesehenste Serie bei Prime Video. Dort handelte es sich um einen der fünf erfolgreichsten Serienstarts bislang.

## Episodenliste
| Nr. | Deutscher Titel   | Originaltitel                    | Erstveröffentlichung USA | Deutschsprachige Erstveröffentlichung (D/A/CH) | Regie              | Drehbuch                                                      |
| --- | ----------------- | -------------------------------- | ------------------------ | ---------------------------------------------- | ------------------ | ------------------------------------------------------------- |
| 1 | Erstes Date       | First Date                       | 2. Feb. 2024             | 2. Feb. 2024                                   | Hiro Murai         | Francesca Sloane & Donald Glover                              |
| John und Jane bewerben sich bei einer Geheimorganisation und durchlaufen ein Bewerbungsverfahren. Aufgrund davon werden sie als Paar zusammengeführt und arbeiten in Zukunft zusammen. Sie treten als Ehepaar auf und arbeiten im Hochrisikobereich. Ihre erste Mission besteht darin einer Frau ihr Paket zu entwenden und es bei einem bestimmten Ort abzuliefern. Es stellt sich heraus, dass es sich um eine Torte handelt. Als John und Jane den Ort verlassen, explodiert das Haus. |                   |                                  |                          |                                                |                    |                                                               |
| 2 | Zweites Date      | Second Date                      | 2. Feb. 2024             | 2. Feb. 2024                                   | Hiro Murai         | Francesca Sloane                                              |
| John und Jane einigen sich, dass sie keine romantische Beziehung führen wollen. Für ihren nächsten Auftrag sollen sie zu einer High Society Veranstaltung, bei der eine anonyme Auktion stattfindet. Sie machen den Höchstbietenden für ein Bild von Andy Warhol ausfindig. Jane verführt ihn und mit John beginnen sie auf Wunsch ihres Opfers ein Fetisch-Spiel. In einem günstigen Moment injizieren sowohl Jane als auch John das Wahrheitsserum, woran ihr Zielobjekt stirbt und die Mission scheitert. Jane und John kommen sich näher. |                   |                                  |                          |                                                |                    |                                                               |
| 3 | Erster Urlaub     | First Vacation                   | 2. Feb. 2024             | 2. Feb. 2024                                   | Karena Evans       | Yvonne Hana Yi                                                |
| John und Jane sind in einem Hotel in den Alpen und überwachen eine Familie im Nebenzimmer. Das Ziel der Mission ist es, ein bestimmtes Telefonat der Frau abzuhören. Die Beziehung der Missionsziele befindet sich in einer Krise, während John und Jane ihre neue Zweisamkeit genießen. John knüpft gerne Bekanntschaften mit Fremden, während Jane Abstand hält. Es stellt sich heraus, dass John täglich mit seiner Mutter telefoniert, was Jane missfällt. Bezüglich ihrer Missionsziele kümmert sich Jane um den Ehemann und John um die Ehefrau. Beide beschweren sich im Gespräch über ihr Leben. Schließlich schaffen es John und Jane das Telefon ihrer Opfer zu verwanzen. Statt eines Telefonats kriegt John mit, dass sein Opfer entführt wird. John befreit sie und Jane muss kommen, um John zu retten. |                   |                                  |                          |                                                |                    |                                                               |
| 4 | Doppeldate        | Double Date                      | 2. Feb. 2024             | 2. Feb. 2024                                   | Christian Sprenger | Adamma Ebo & Adanne Ebo and Yvonne Hana Yi & Francesca Sloane |
| John und Jane haben einen Tag Freizeit. Sie gehen gemeinsam auf den Markt, um einzukaufen. John trifft eine Exfreundin wieder. Bei einer Bestellung kommt es zu einer Verwechslung, weil sowohl John als auch ein anderer John Smith den gleichen Namen für ihre Getränkebestellung angegeben haben. Es stellt sich heraus, dass der andere John ebenso mit einer weiteren Jane für die Geheimorganisation arbeitet. John und Jane laden sie zum Abendessen ein und es stellt sich heraus, dass ihre Gäste im Bereich Super-Hochrisiko arbeiten. Sie werden zu einer ihrer Missionen eingeladen und am Hubschrauber werden sie alleine gelassen, um eine Lieferung auszutragen. Vor Ort wurden andere Menschen als Jane und John erwartet, weshalb sie sich mit Gewalt befreien müssen. |                   |                                  |                          |                                                |                    |                                                               |
| 5 | Willst du Kinder? | Do You Want Kids?                | 2. Feb. 2024             | 2. Feb. 2024                                   | Karena Evans       | Carla Ching & Stephen Glover                                  |
| Für ihre nächste Mission gehen John und Jane an den Comer See und entführen einen reichen Mann. Als sie diesen zum Safehouse bringen, werden sie von Schusswaffengewalt begrüßt und fliehen. Sie versuchen sich in einem kleinen Dorf zu verstecken, ihre Verfolger entdecken sie aber. Die Flucht erweist sich als schwierig, weil ihre Geisel körperlich nicht fit ist. Sie kommen in einem Haus unter, was John für sich und Jane gekauft hat, ohne Jane vorher Bescheid zu geben. Am nächsten morgen werden sie erneut gefunden und können entkommen, weil Jane Sprengstoff so platziert hat, dass dieses explodiert als sie schon außerhalb und ihre Verfolger noch innerhalb des Hauses sind. Der Vorgesetzte von Jane und John bietet Jane eine Beförderung und Trennung von John an. John plant dagegen schon ein Familienleben mit Kindern mit Jane. |                   |                                  |                          |                                                |                    |                                                               |
| 6 | Paartherapie      | Couples Therapy (Naked & Afraid) | 2. Feb. 2024             | 2. Feb. 2024                                   | Amy Seimetz        | Francesca Sloane                                              |
| John und Jane gehen wöchentlich zur Paartherapie. Dort reden sie über ihre Probleme als Paar, welche immer im Zusammenhang mit ihrer Arbeit stehen. Um ihre geheime Tätigkeit nicht zu verraten, bilden sie Metaphern, so dass es wirkt, als ob sie als Softwareingenieure arbeiten. Nach jeder Sitzung haben John und Jane ein entspanntes gemeinsames Gespräch. Jede neue Sitzung beginnt allerdings mit einem neuen Konflikt der beiden. Es stellt sich heraus, dass die Therapeutin die Sitzungen aufgezeichnet hat, weshalb John und Jane ihr Haus anzünden. |                   |                                  |                          |                                                |                    |                                                               |
| 7 | Untreue           | Infidelity                       | 2. Feb. 2024             | 2. Feb. 2024                                   | Amy Seimetz        | Yvonne Hana Yi & Schuyler Pappas & Francesca Sloane           |
| John fängt mit dem neuen Opfer eine Affäre an, weil sich die Beziehung zu seiner Frau weiter verschlechtert. Das Opfer ist Mitglied einer rivalisierenden Geheimorganisation und soll getötet werden. John hofft, über die Affäre an weitere Informationen zu gelangen. Nach einem Monat konfrontiert Jane die Affäre von John, indem Jane sie mit einer Pistole bedroht und sie zu einem Gespräch zwingt. Es stellt sich heraus, dass die Beziehung zwischen John und dem Opfer auf einer emotionalen Ebene geblieben ist. John stößt dazu und es kommt zu einem Kampf, bei dem John einer mechanischen Vorrichtung erwürgt wird. Jane hilft ihm und das Opfer entwischt. Über einen GPS-Tracker verfolgen sie das Opfer, verlieren jedoch die Spur. Es handelt sich somit um die dritte gescheiterte Mission der beiden, was eigentlich zu vermeiden war. John verlässt das gemeinsame Schlafzimmer und sagt, dass er sie am nächsten Morgen verlassen wird. |                   |                                  |                          |                                                |                    |                                                               |
| 8 | Trennung          | A Breakup                        | 2. Feb. 2024             | 2. Feb. 2024                                   | Donald Glover      | Francesca Sloane & Donald Glover                              |
| Sowohl John als auch Jane werden Ziel eines Attentats. Sie treffen sich in einem Kunstmuseum und finden zu keinem weiterführenden Gespräch. Beim Hinausgehen verklemmt Jane die Drehtür und sperrt John so mit einer Zeitbombe ein. John schafft es zu entweichen und verfolgt daraufhin Jane. Janes erklärtes Ziel bleibt es, John zu töten. Im gemeinsamen Haus trifft Jane auf Johns Mutter, die ihn Michael nennt. Nach einem Gespräch zwischen den beiden benutzt John den Hintereingang und es kommt zu einem Kampf zwischen ihm und Jane. John gelingt es, sie zu fesseln und er injiziert ihr und sich selbst jeweils eine Portion des Wahrheitsserums. Sie teilen einander ihre Gefühle mit und kommen sich wieder näher. Danach kommt das andere Smith-Paar herein, um die beiden umzubringen. Jane und John flüchten in den Panikraum, wobei John bereits angeschossen wurde. Kurz bevor er seiner Wunde erliegt, will Jane den Panikraum öffnen und die andere Jane erschießen. Es wird gezeigt, wie von der Straße aus drei sehr gedämpfte Schüsse zu hören und die Mündungsfeuer zu sehen sind. Der Makler von Sotheby’s betritt am nächsten Tag kurz den Eingangsbereich des Hauses, um ein Buch abzugeben, sieht aber nur die Verwüstungen und informiert im Weggehen seinen Partner darüber, dass das Haus nun anscheinend doch zum Verkauf stehen würde. |                   |                                  |                          |                                                |                    |                                                               |